# Eugène Verdier

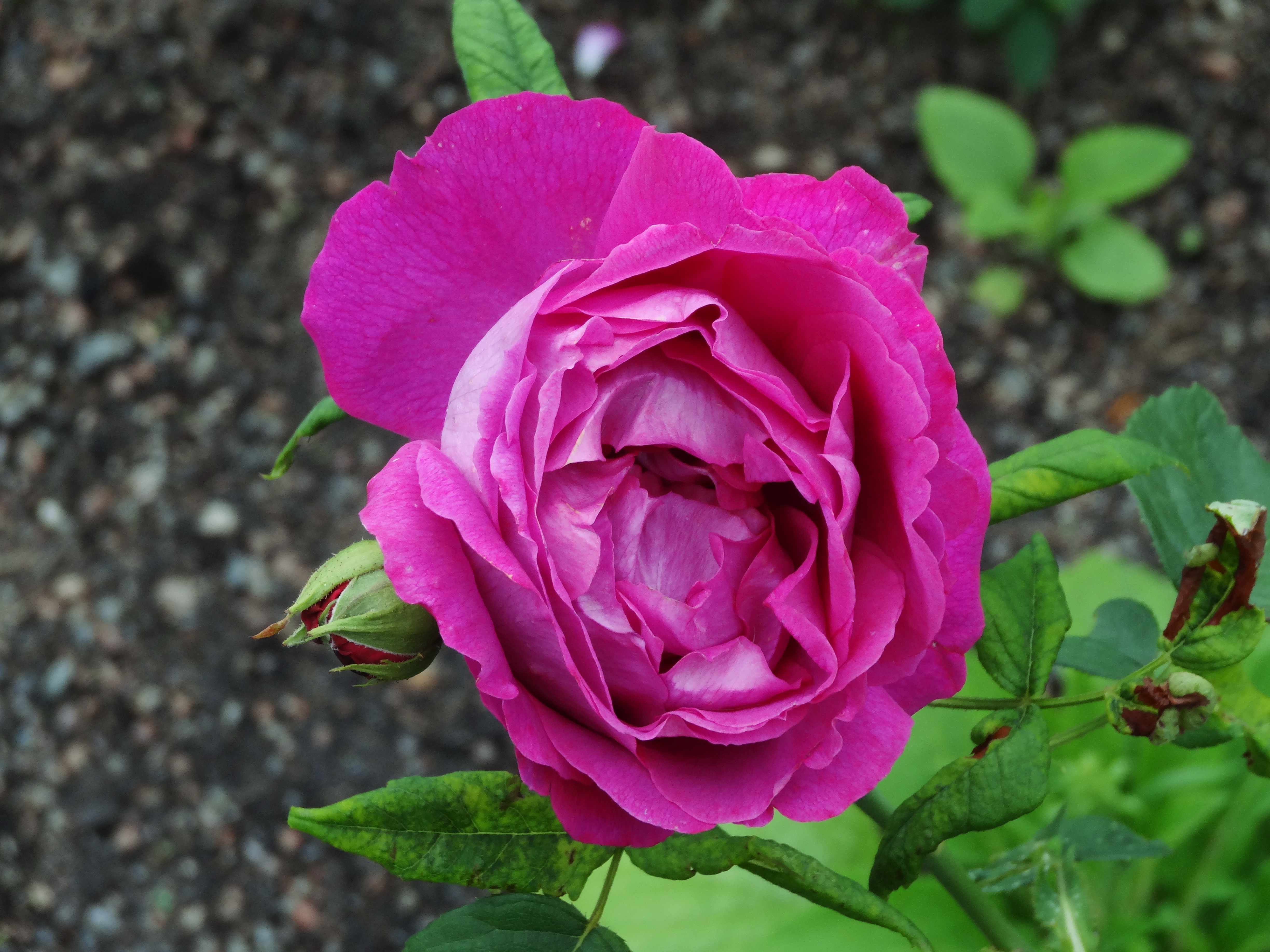
Eugène Verdiers Remontant-Rose 'Madame Victor Verdier' von 1863

Eugène Verdier, auch genannt Verdier fils aîné (eigentlich: Louis-Eugène-Jules Verdier; * 11. Juni 1827 in Neuilly-sur-Seine; † 11. März 1902 im 13. Arrondissement von Paris) war ein französischer Blumen- und Rosenzüchter aus einer bekannten Rosenzüchter-Familie.

## Leben und Wirken
Er war der älteste Sohn des Rosen- und Blumenzüchters Victor Verdier und ein Großneffe von Antoine Jacques.
Sein Vater berichtete im Juni 1849 in den Annales de la Société royale d'Horticulture de France, dass Eugène bereits zwei Jahre zuvor, also im Jahr 1847, einen eigenen Betrieb gegründet hatte, der sich „hauptsächlich der Zucht von Rosen und Kamelien widmete“. Um ihn von seinem Vater und seinem jüngeren Bruder Charles – der das väterliche Unternehmen weiterführte – zu unterscheiden, wurde Eugène Verdier auch als Verdier „fils aîné“ („ältester Sohn“) bezeichnet.

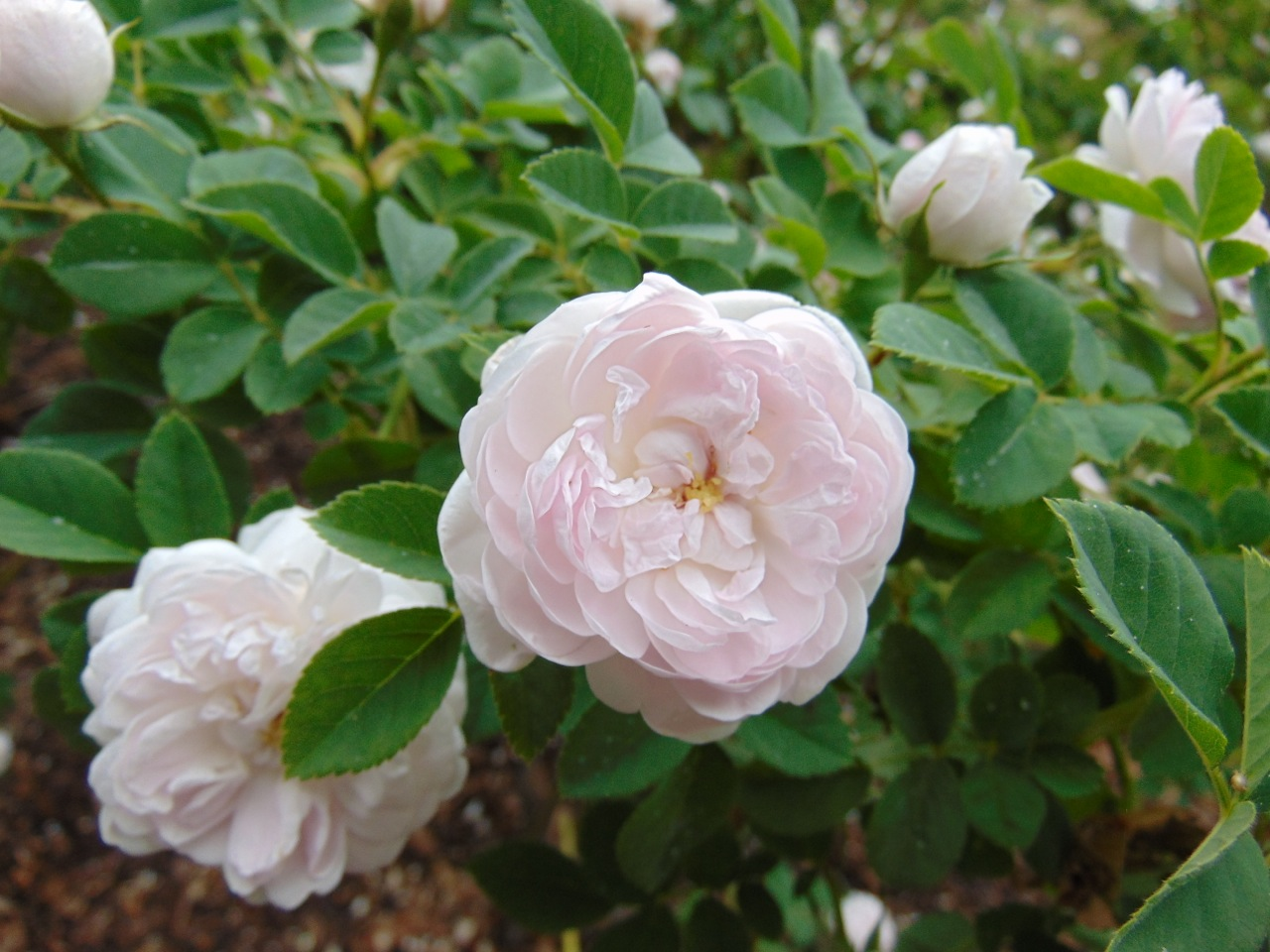
'Pompon Blanc Parfait', 1876

Ähnlich wie sein Vater züchtete Eugène Verdier auch andere Blumen wie Paeonien, Gladiolen und Irisse. Sein Etablissement befand sich an der 3 Rue Dunois in Paris.
Eugène Verdier war ein extrem fleißiger Züchter und brachte insgesamt etwa 222 eigene Rosensorten heraus, insbesondere Remontant-Rosen. Großen Erfolg hatte er 1861 mit den Sorten 'Madame Charles Wood' und 'Prince Camille de Rohan' (auch als 'La Rosière' bekannt).
Andere heute noch bekannte Sorten von Eugène Verdier sind: die beiden Moosrosen 'James Mitchell' (1861) und 'James Veitch' (1864), die rosig weiße Alba-Rose 'Pompon Blanc Parfait' (1876) und die rosa Bourbon-Rose 'Madame Charles Baltet' (1877).
Remontant-Rosen von Eugène Verdier sind außerdem: die purpurrote 'Madame Victor Verdier' (1863), die scharlach- bis karmin-rote 'Fisher and Holmes’ (1865), die rote 'Annie Wood' (1866), die hellrote 'Ferdinand de Lesseps’ (1869), die dunkelrote 'Abel Carrière' (1875), die zart-muschel-rosa 'Comtesse de Flandre' (1878) und die dunkel-kirschrote 'Duc de Bragance' (1886).
Als Verdier im März 1902 in seinem Haus in der Rue Clisson in Paris mit 75 Jahren starb, war er bereits seit Jahren erblindet und konnte das Haus nicht mehr verlassen.
Nach seinem Tod 1902 erbte die Firma Vilmorin-Andrieux die Sammlung von Verdiers Irissen und möglicherweise auch die Paeonien.

## Galerie: Rosen von Eugène Verdier

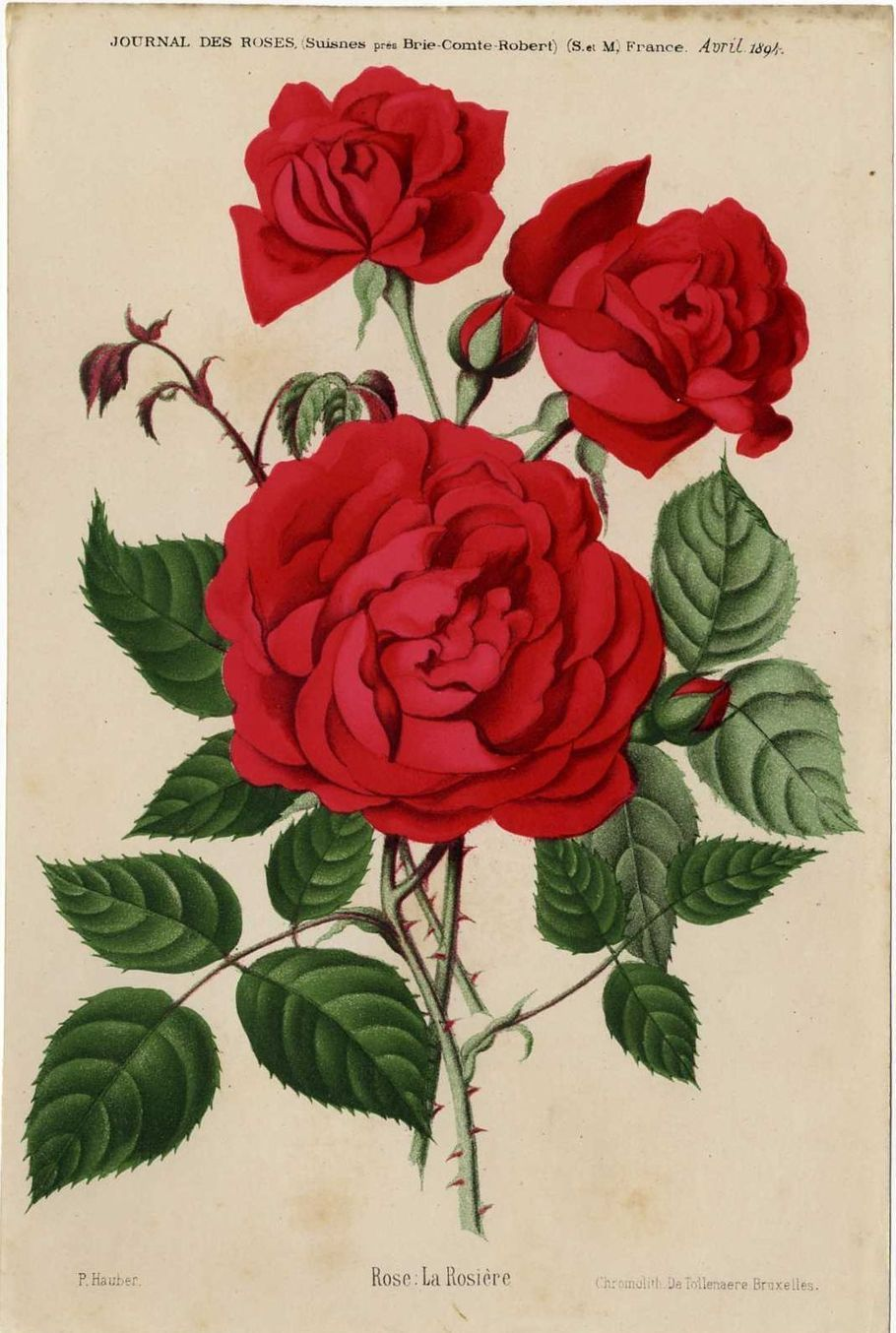
'Prince Camille de Rohan' (oder 'La Rosière'), 1861
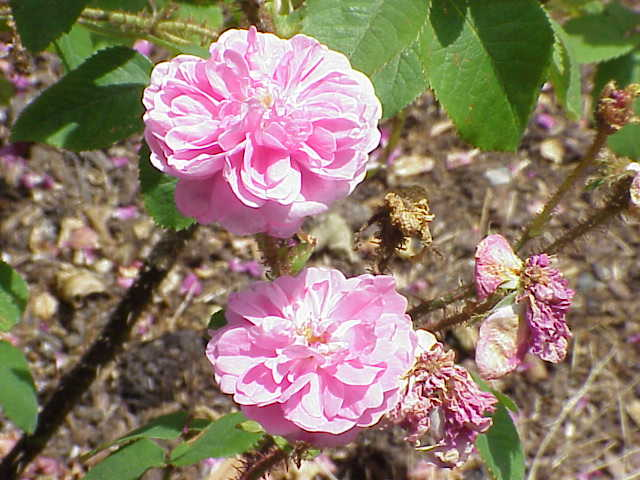
'James Mitchell', 1861
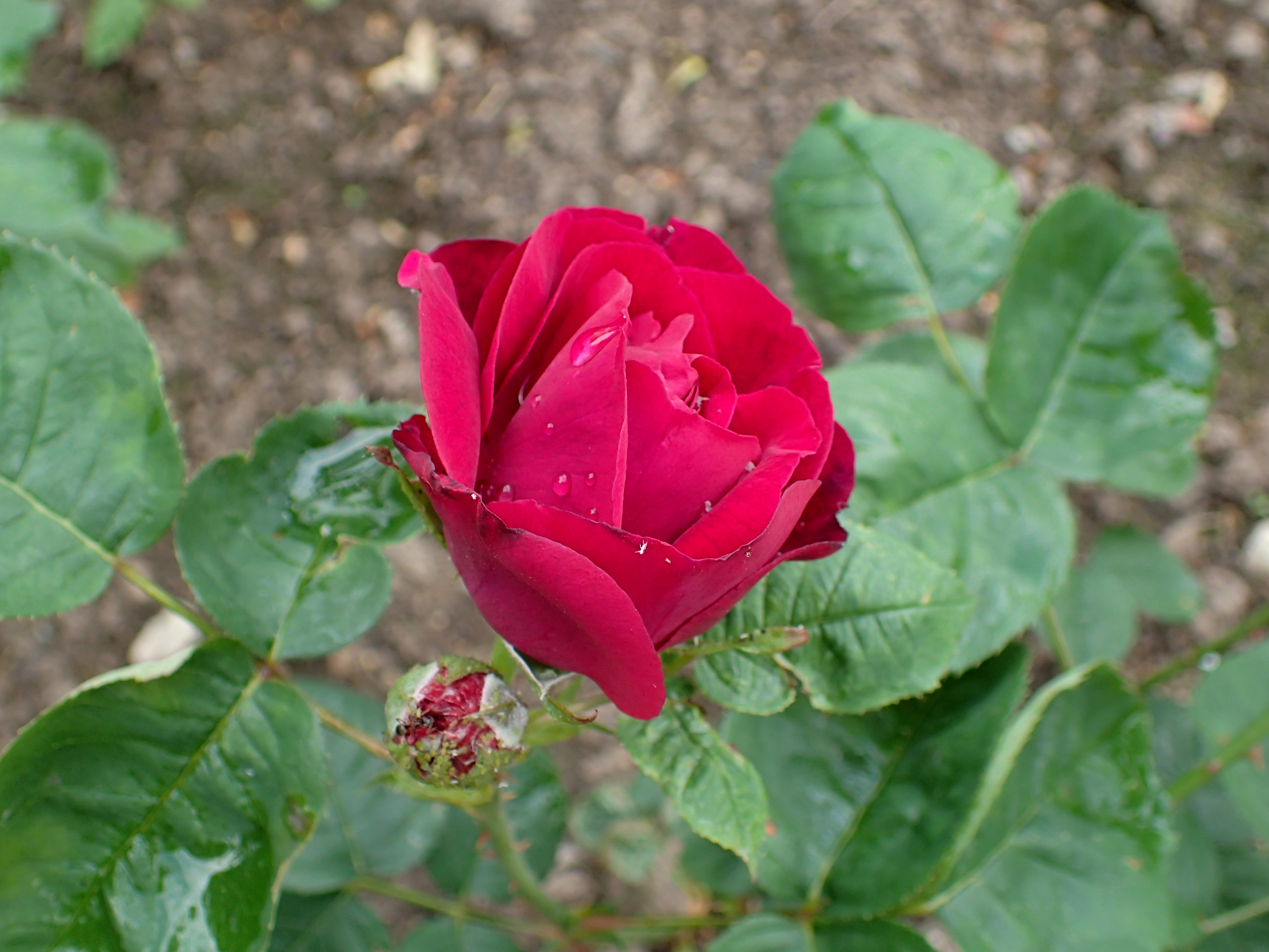
'Fisher and Holmes’, 1865
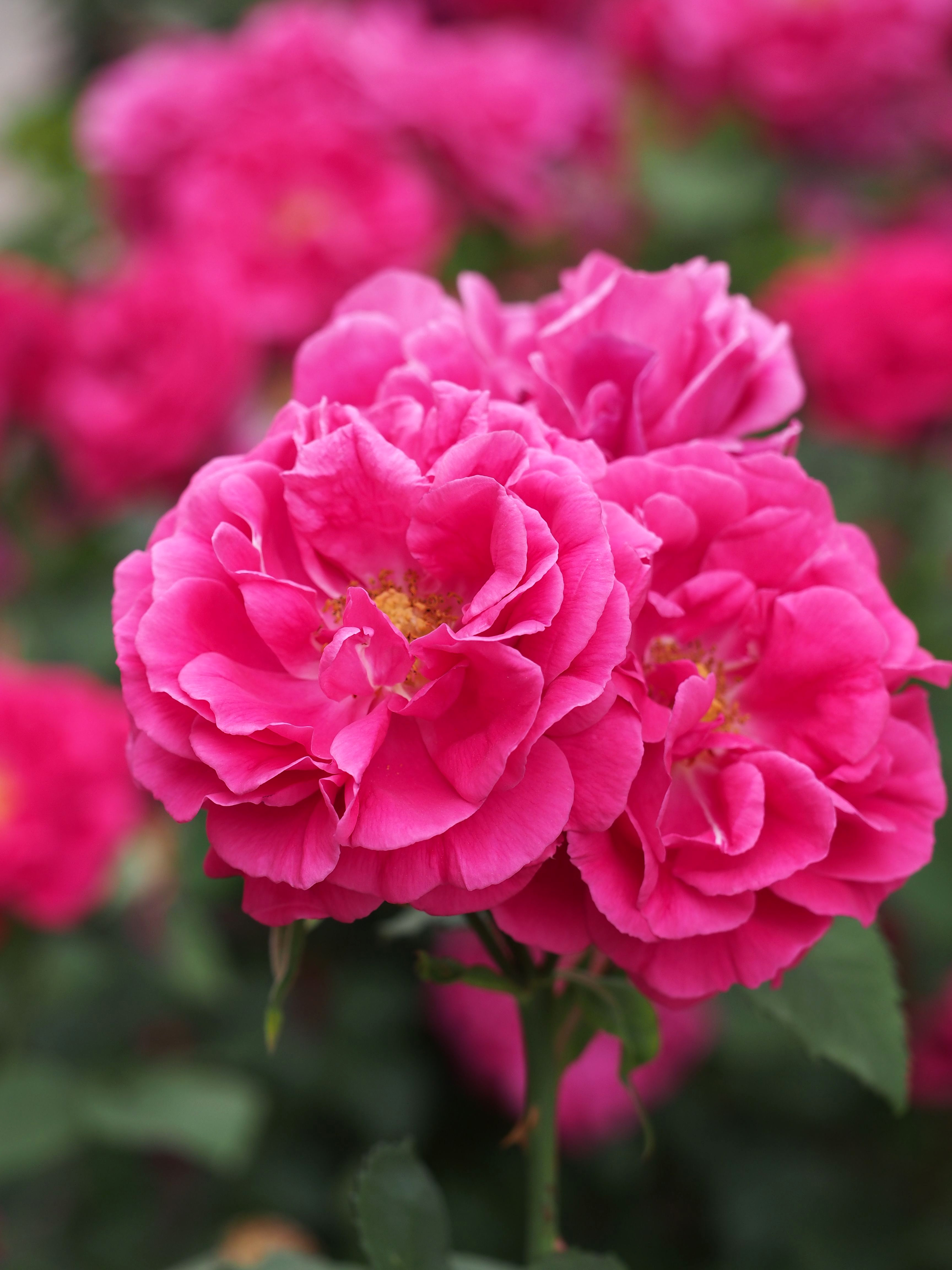
'Ferdinand de Lesseps’, 1869
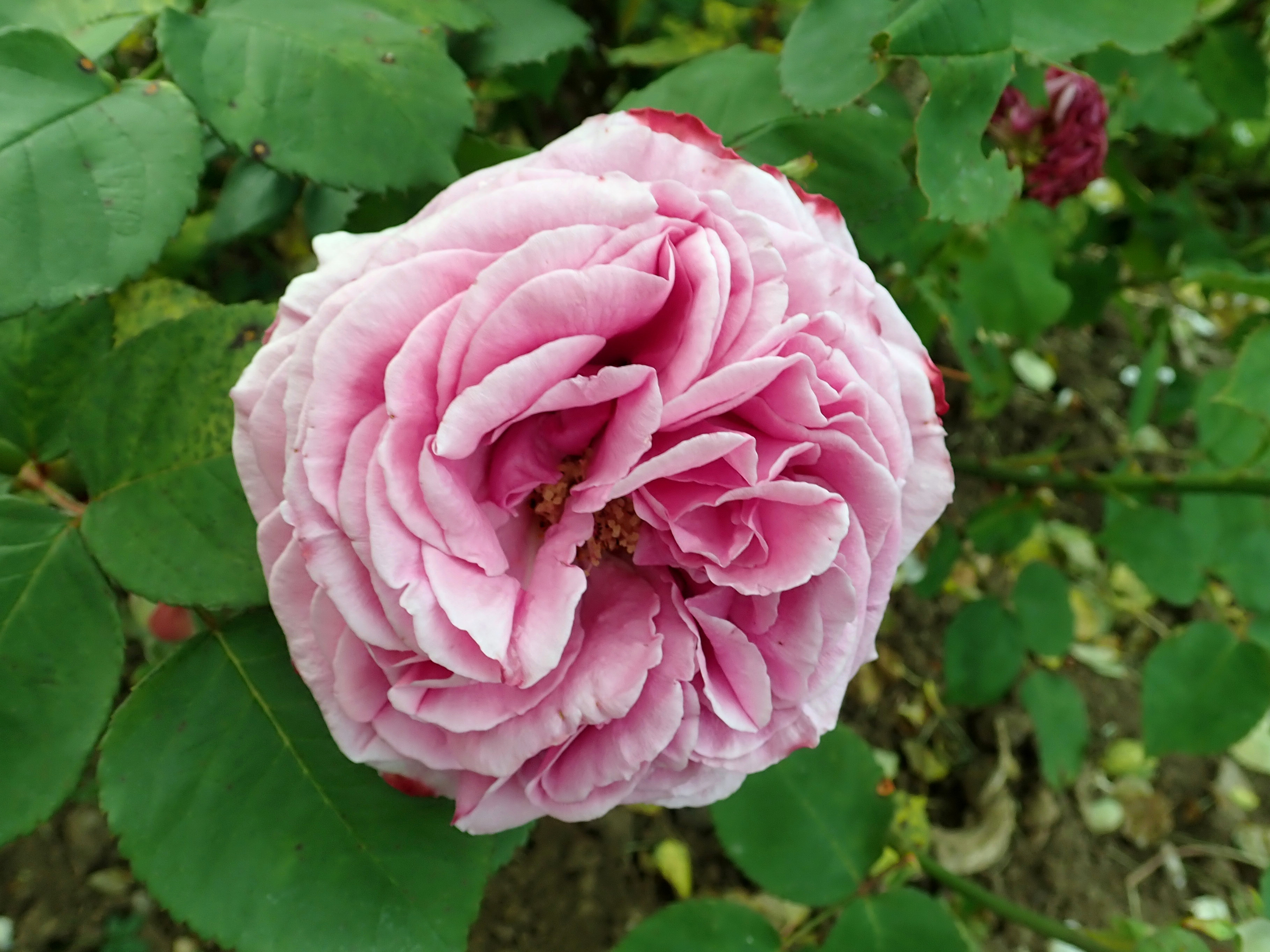
'Mme. Charles Baltet', 1877
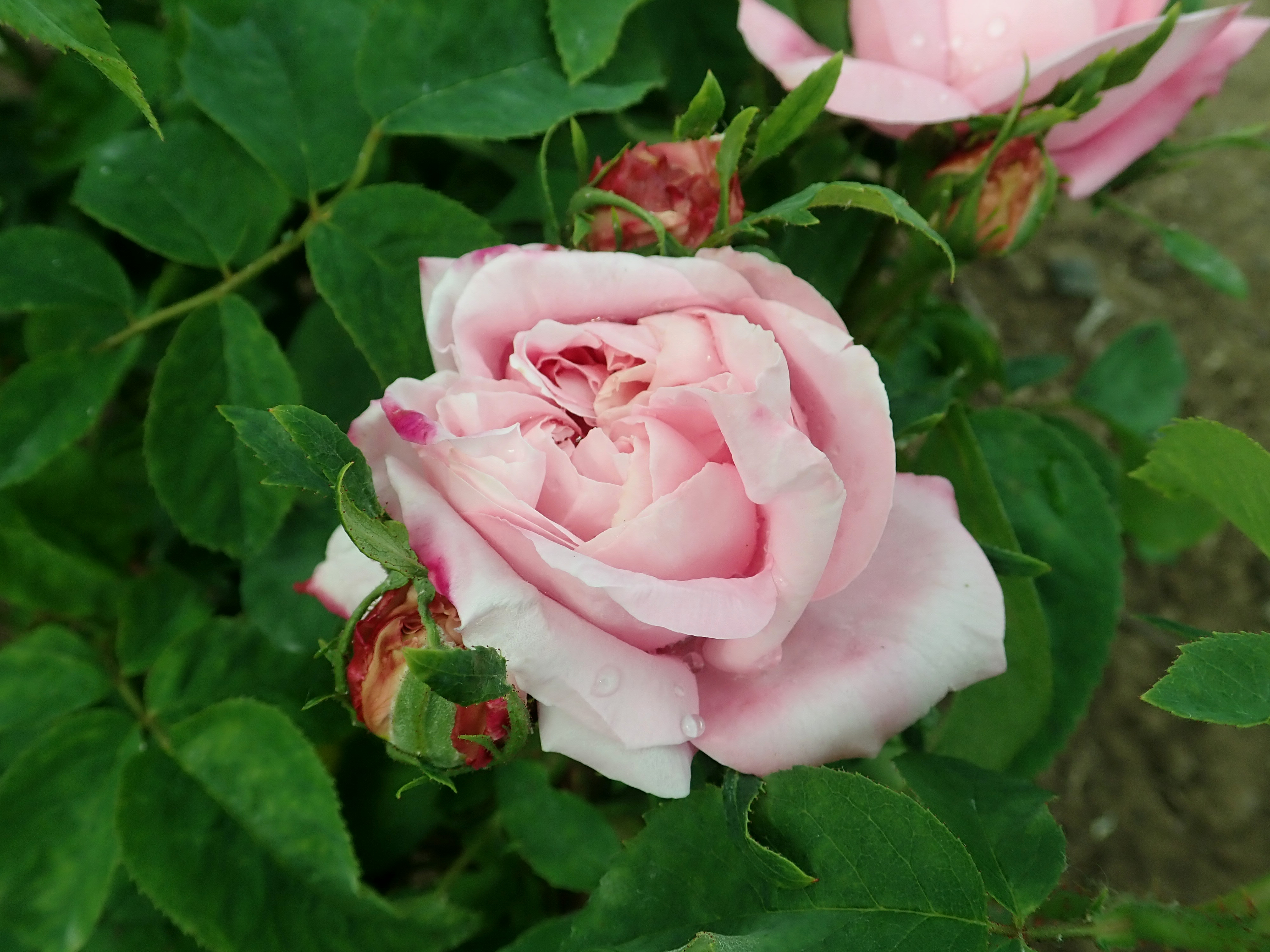
'Comtesse de Flandre', 1878
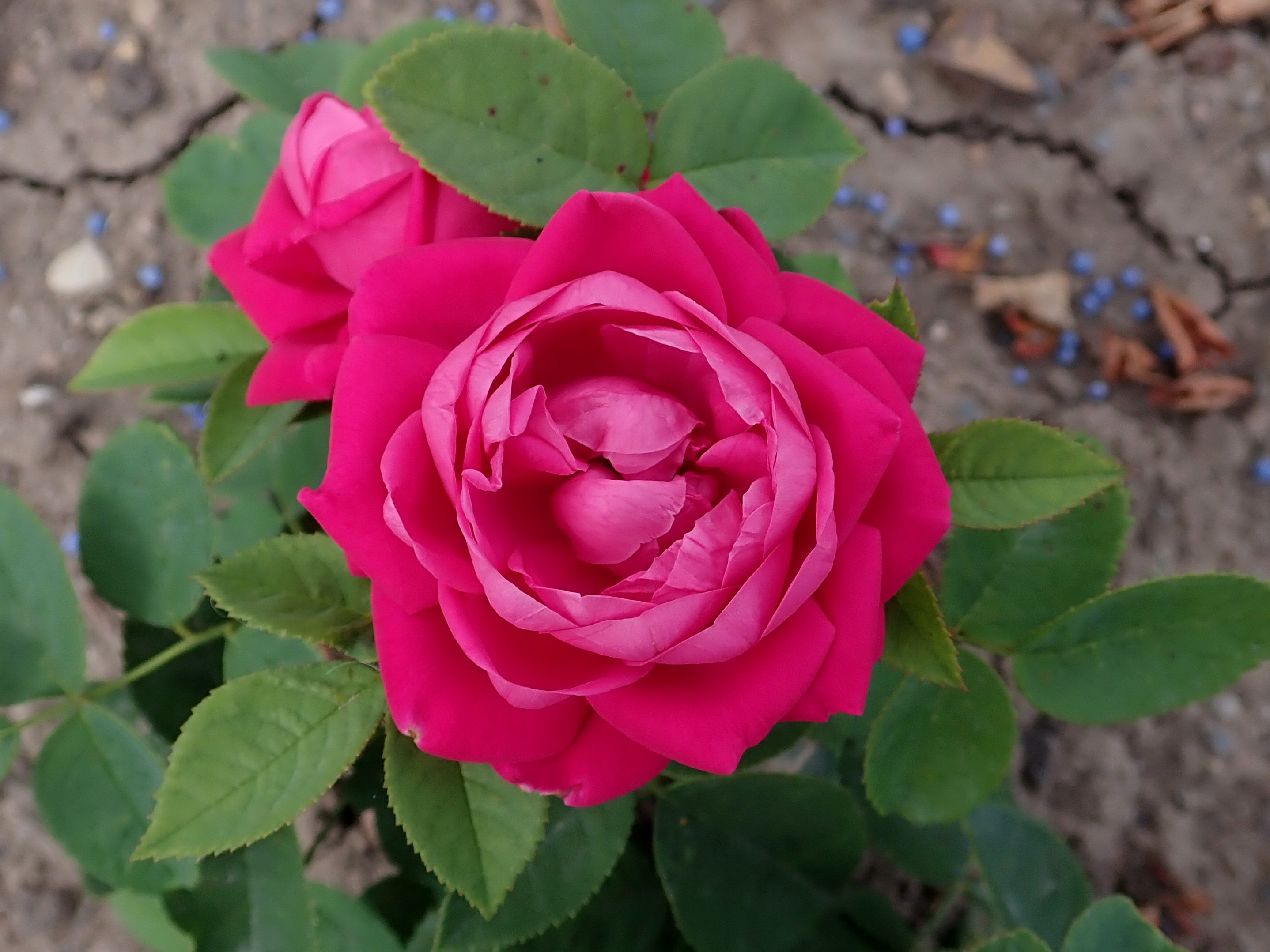
'Jules Barigny', 1886
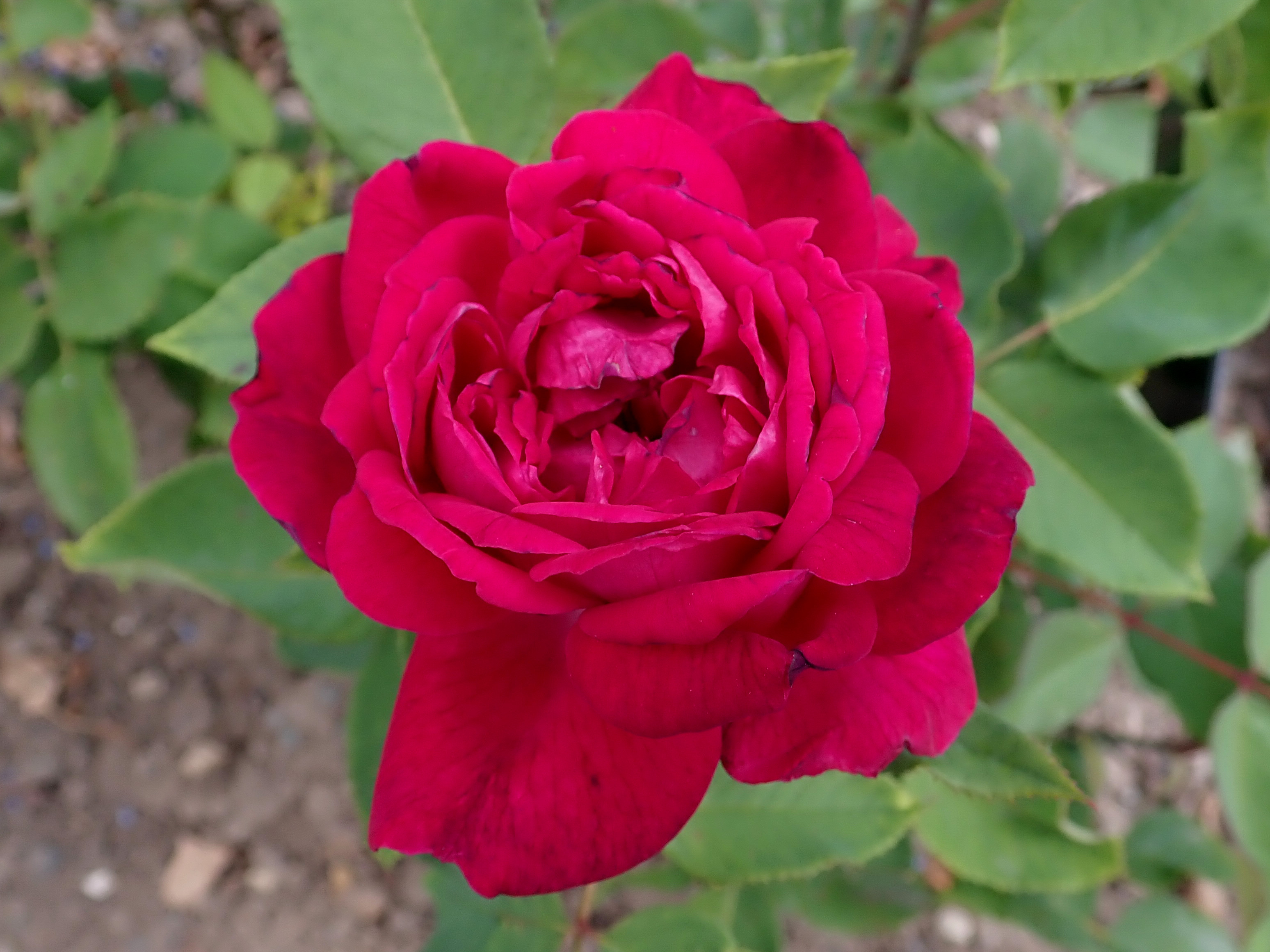
'Duc de Bragance', 1886